# Isochromodes sheila
Isochromodes sheila là một loài bướm đêm trong họ Geometridae.